# Into the Mystic
«Into the Mystic» es una canción del músico norirlandés Van Morrison publicada en el álbum de 1970 Moondance e incluida posteriormente en el álbum en directo de 1974 It's Too Late to Stop Now.
La letra trata sobre una búsqueda espiritual, algo frecuente en el trabajo de Morrison. Según Hinton: "El bajo tintinea como un barco en movimiento, y la canción regresa al agua como un significado de la transformación mágica. Al final de la canción, Van canta: "Demasiado tarde para parar ahora", sugiriendo que la canción también describe un acto de amor".
Morrison comentó sobre "Into the Mystic": 

""Into the Mystic" es otra como "Madame Joy" o "Brown Eyed Girl". Originalmente la había titulado "Into the Misty". Pero luego pensé que tenía como un sentimiento etéreo, de modo que la llamé "Into the Mystic". La canción es típicamente graciosa porque cuando llegó el momento de enviar la letra a WB Music, no sabía lo que enviarles. Porque realmente la canción eran dos sets de letras. Creo que la canción es sobre ser parte del universo".

La canción presenta un tempo tranquilo, a medio ritmo, y es curiosamente una de las canciones más escuchadas por los médicos mientras operan, según una encuesta realizada por la cadena de televisión británica BBC.
"Into the Mystic" fue clasificada en el puesto 7 de la lista de las 885 mejores canciones de todos los tiempos elaborada por los oyentes de WXPN. Además, figura en el puesto 480 de la lista de las 500 mejores canciones de todos los tiempos según la revista musical Rolling Stone.